# Bách thanh Woodchat
Bách thanh Woodchat, tên khoa học: Lanius senator, là một loài chim trong họ Bách thanh (Laniidae). Loại này được Linnaeus phân loại vào năm 1758.

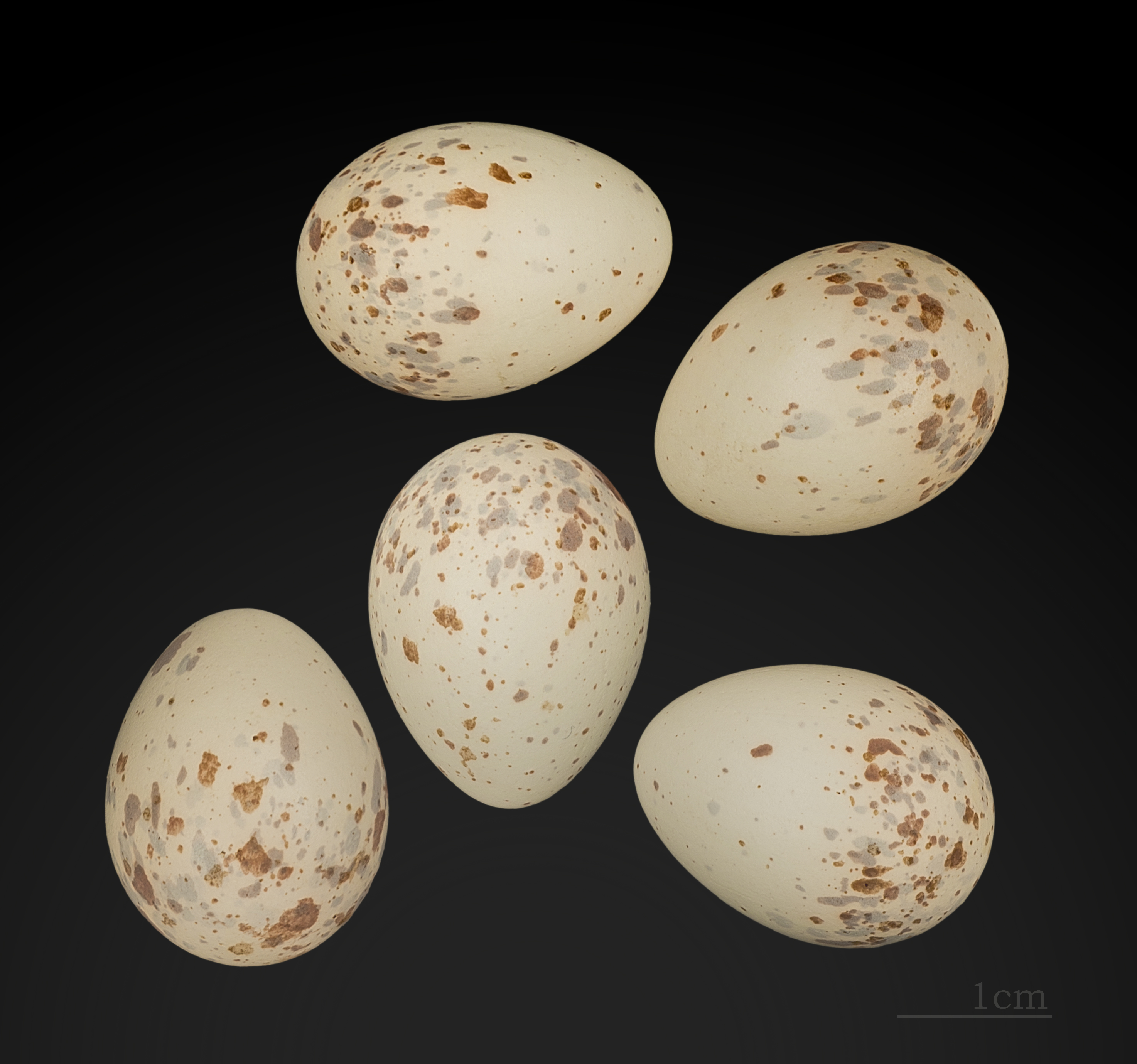
Lanius senator

## Hình ảnh

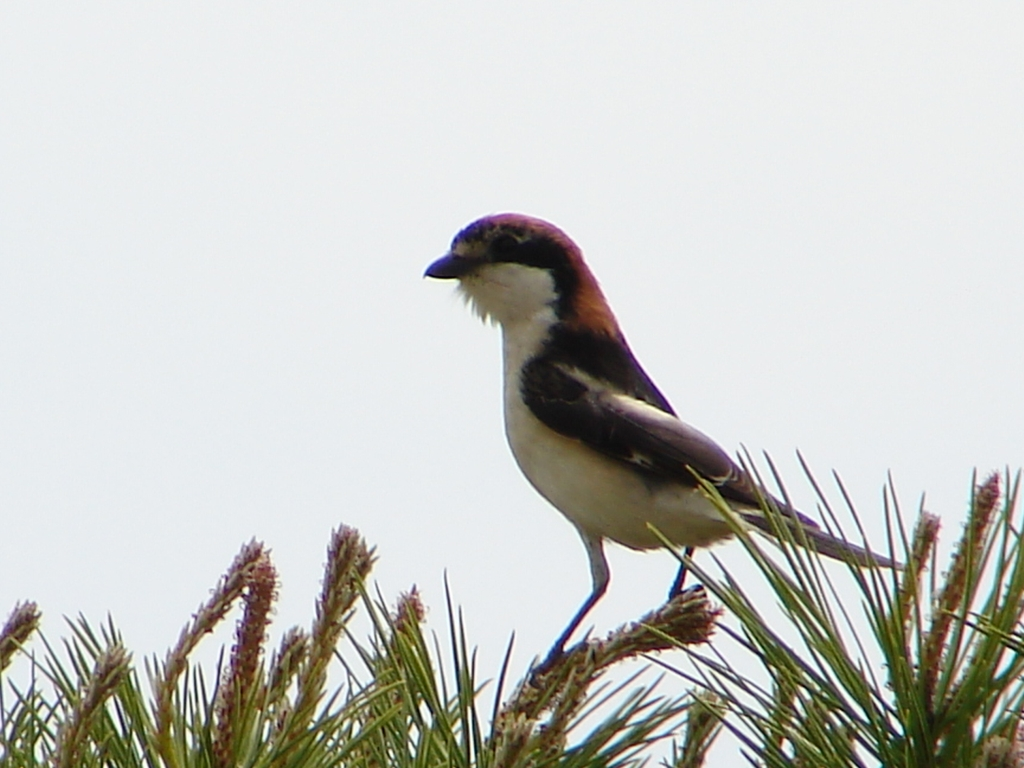
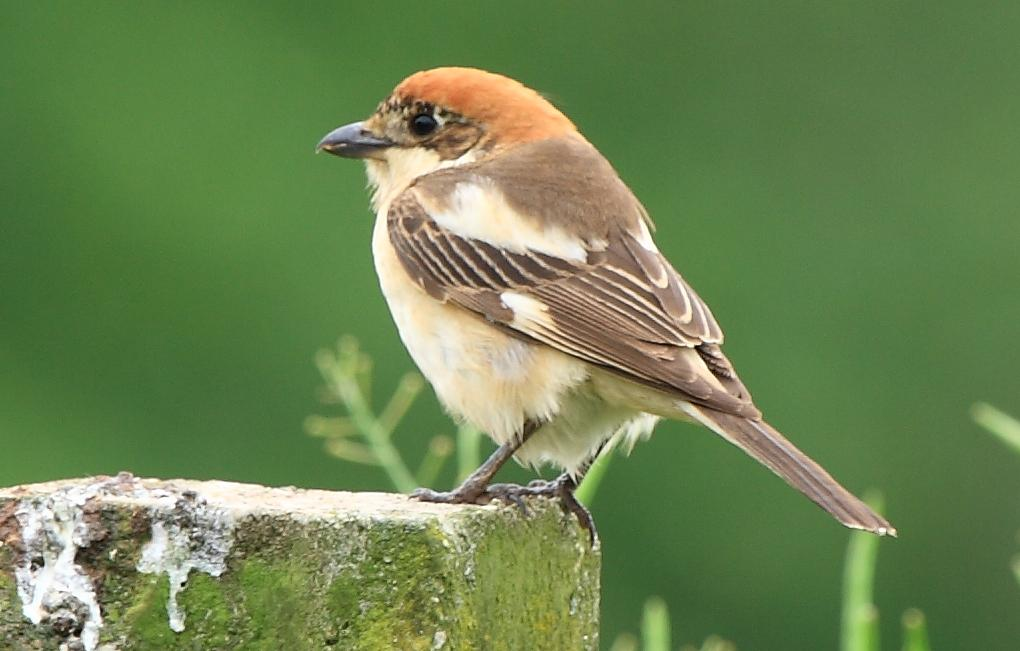
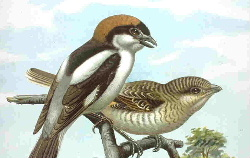
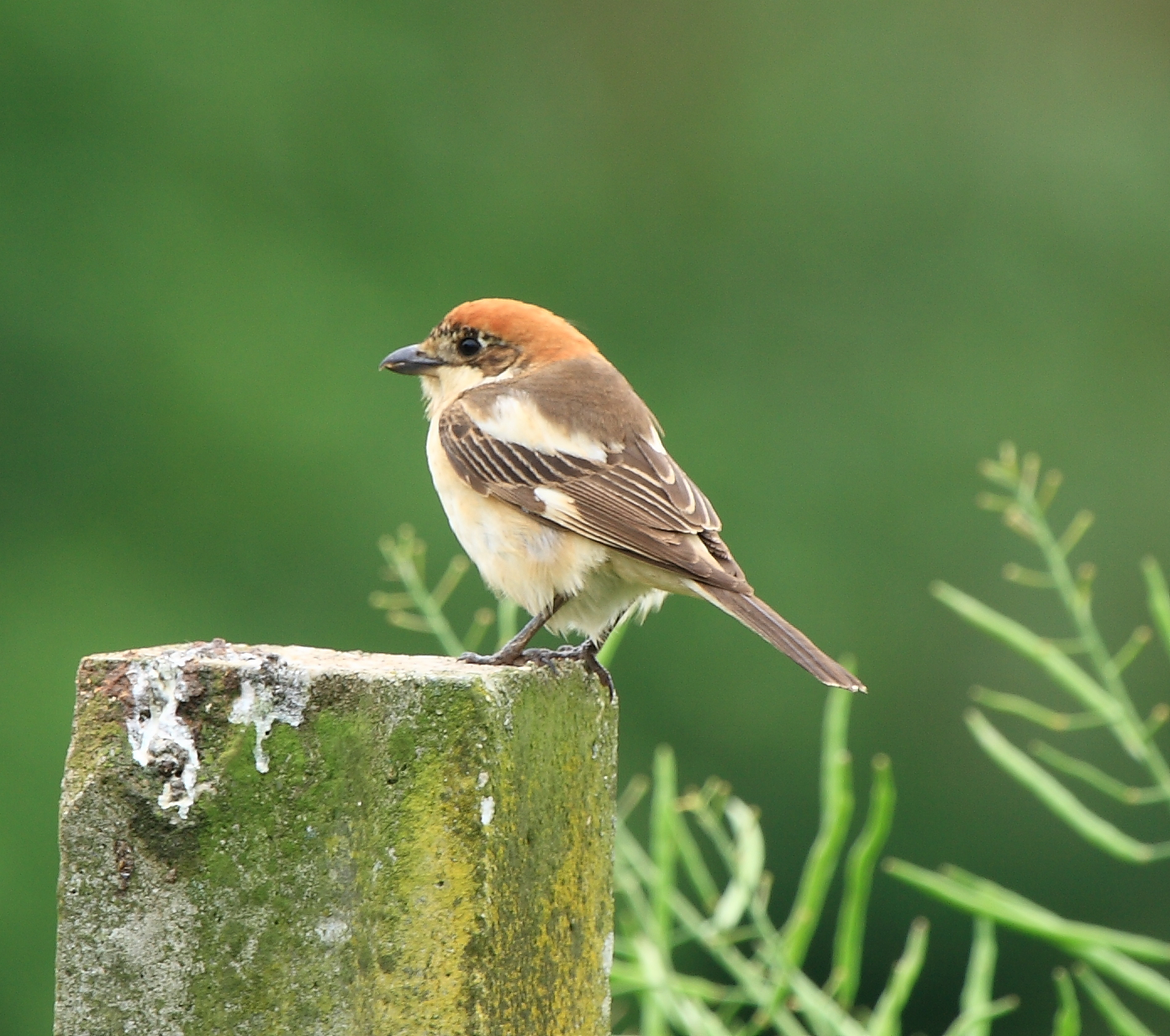